# Imperator: Rome
Imperator: Rome är ett storstrategiskt krigsspel som utvecklats av Paradox Interactive. Spelet, som släpptes den 25 april 2019, är uppföljare till Europa Universalis: Rome från 2008.